# Унгнад, Артур
Артур Франц Эдуард У́нгнад (нем. Arthur Franz Eduard Ungnad; 3 августа 1879, Магдебург — 26 апреля 1947, Фалькензе) — немецкий семитолог и ассириолог.

## Биография
Унгнад изучал ассириологию под руководством Генриха Циммерна и Фридриха Делича и в 1903 году защитил в Берлине докторскую диссертацию на тему о синтаксисе Законов Хаммурапи. Работал ассистентом в Переднеазиатском отделе Королевских музеев в Берлине. В 1909 году Унгнад принял приглашение Йенского университета на должность экстраординарного профессора восточной филологии. В 1913 году был назначен ординарным профессором Пенсильванского университета. В 1919 году Унгнад был назначен ординарным профессором Грайфсвальдского, в 1921 году — Бреславльского университета. Вышел в отставку в 1930 году.
Основную область научных интересов Унгнада составляли ассирийцы и вавилоняне, в особенности их религиозные тексты. Унгнад выступил издателем собрания «Ассирийские тексты и изображения к Ветхому Завету» (Altorientalische Texte und Bilder zum Alten Testament, вместе с Эрихом Эбелингом, Гуго Гресманом и Германом Ранке). Унгнад подготовил перевод «Эпоса о Гильгамеше» и издал текст Элефантинских папирусов. С 1900 года Унгнад работал над собственной теорией, согласно которой жители Субарту не только выступили основателями ассирийского государства, но и расселились по всей территории между Малой Азией и Египтом.

## Сочинения
- Babylonisch-assyrische Grammatik. Beck, München 1906; 2. Auflage (= Clavis linguarum semiticarum. P. 2) 1926; seit der 3. Auflage 1949 als Grammatik des Akkadischen; 6. Auflage, völlig neubearbeitet von Lubor Matouš, 2007, ISBN 978-3-406-02890-8.
- Die Deutung der Zukunft bei den Babyloniern und Assyrern (= Der Alte Orient. Bd. 10.3). Hinrichs, Leipzig 1909.
- Aramäische Papyrus aus Elephantine. Kleine Ausgabe unter Zugrundelegung von [Eduard Sachau’s Erstausgabe, bearbeitet von Arthur Ungnad. Hinrichs, Leipzig 1911.
- Das Gilgamesch-Epos. Neu übersetzt von Arthur Ungnad und allgemeinverständlich erklärt von Hugo Gressmann. Vandenhoeck & Ruprecht, Göttingen 1911.
- Hebräische Grammatik. Mohr, Tübingen 1912.
- Syrische Grammatik (= Clavis linguarum semiticarum. P. 7). Beck, München 1913, 2., verbesserte Auflage 1932; zahlreiche Nachdrucke.
- Die Religion der Assyrer und Babylonier (= Religiöse Stimmen der Völker. Band 3). Diederichs, Jena 1921.
- Die ältesten Völkerwanderungen Vorderasiens. Ein Beitrag zur Geschichte und Kultur der Semiten, Arier, Hethiter und Subaräer (= Kulturfragen. Band 1). Selbstverlag, Breslau 1923.
- Babylonisch-assyrisches Keilschriftlesebuch (= Clavis linguarum semiticarum. P. 8). Beck, München 1927.
- Subartu. Beiträge zur Kulturgeschichte und Völkerkunde Vorderasiens. De Gruyter, Berlin/Leipzig 1936.